# Pewnego razu we Francji
Pewnego razu we Francji (fr. Il était une fois en France) – francuska seria komiksowa autorstwa Fabiena Nury'ego (scenariusz) i Sylvaina Vallée (rysunki), opublikowana w latach 2007–2012 przez wydawnictwo Glénat. Po polsku dwa pierwsze tomy ukazały się w 2014 nakładem Wydawnictwa Komiksowego, a w latach 2023–2024 wydawnictwo Non Stop Comics opublikowało całą serię w trzech podwójnych tomach zbiorczych. 

## Fabuła
Pewnego razu we Francji to fabularyzowana biograficzna opowieść o Josephie Joanovici (1905–1965), żydowskim złomiarzu pochodzącym z Mołdawii, który w czasie okupacji Francji przez III Rzeszę w okresie II wojny światowej współpracował zarówno z Niemcami, dorabiając się fortuny na sprzedaży im metali do produkcji broni, jak i francuskim ruchem oporu, przekazując mu tajne informacje o niemieckich planach oraz ratując wielu Żydów przed Zagładą. 

## Tomy
| Tom | Tytuł i rok wydania polskiego   | Tytuł i rok wydania oryginalnego   |
| --- | ------------------------------- | ---------------------------------- |
| 1   | Imperium pana Józefa (2014)     | L'Empire de Monsieur Joseph (2007) |
| 2   | Czarne wrony (2014)             | Le Vol noir des corbeaux (2008)    |
| 3   | Honor i policja (2023)          | Honneur et police (2009)           |
| 4   | Do broni, bracia, dziś! (2023)  | Aux armes, citoyens! (2010)        |
| 5   | Podrzędny sędzia z Melun (2024) | Le Petit Juge de Melun (2011)      |
| 6   | Ziemia obiecana (2024)          | La Terre promise (2012)            |

## Nagrody
Pewnego razu we Francji zdobyło wiele nagród, m.in. Prix Saint-Michel za najlepszy scenariusz (2008) i najlepszy francuski komiks (2009 i 2013) na Festiwalu Komiksu w Brukseli oraz nagrodę dla najlepszej serii komiksowej (2011) na Międzynarodowym Festiwalu Komiksu w Angoulême.